# Ihara Saikaku
Ihara Saikaku (egentligen:Togo Hirayama) född 1642 i Osaka, död 9 september 1693, var en japansk poet och författare.
Ihara började som haiku-diktare och grundlade senare Ukiyo-zōshi-genren. Hans första berättelse var Koshoku ichidai otoko som kom 1682. Han skrev även om samurajerna.